# 世にも奇妙な物語 秋の特別編 (2019年)
『世にも奇妙な物語 秋の特別編』（よにもきみょうなものがたり あきのとくべつへん）は、2019年11月9日（土）21:00 - 23:10にフジテレビの「土曜プレミアム」で放送された『世にも奇妙な物語』の特別編。

## 鍋蓋
あらすじ
ある日、自宅で古川直美がスマホを開いていると、とあるショッピングサイトからお勧めの商品を宣伝する通知がされていたのだ。始めは素知らぬフリをしてやり過ごしていた直美だが、やがて何度も同じ謳い文句がされるようになり、とうとうその商品を購入することになってしまう。しかもそれは憧れの先輩である荒井敦のお気に入りの品であった。やがてそのショッピングサイトでお勧めの商品を購入するたびに、直美は周りから感謝されるようになる。それは荒井との関係にも表れ、荒井から話しかけられるようになると、使い道の分からない“鍋蓋”を購入してからデートに誘われるようになった。自分でも幸せになれるんだと喜ぶ直美だったが、ある日の夜、荒井が直美の同僚である手嶋由佳と仲良く歩いているところを目撃してしまう。
キャスト
- 古川直美 - 杉咲花[1]
- 手嶋由佳 - 石川恋
- 荒井敦 - 岩永徹也
- 金森悠太 - 花ヶ前浩一
- 高橋美咲 - 宮澤竹美
- 今井春菜 - 田辺かほ
- 大谷祥 - 野口オリジナル

スタッフ
- 脚本 - 赤松新
- 編成企画 - 渡辺恒也、狩野雄太
- プロデューサー - 植田泰史、水野綾子
- 演出 - 山内大典

## 恋の記憶、止まらないで
あらすじ
シンガーソングライターの村瀬志保は昔のように曲を作ることができなくなったばかりか、作ったとしても誰も聞いてくれなくなって正直焦っていた。SNSにも辛辣なコメントが並ぶようになり、夫の中居賢治からも呆れられる始末だ。そんなある日、志保はうたた寝をして夢を見た時に流れてきたメロディが忘れられず新曲として発表することにした。SNSにも好意的なコメントが並び、新曲は軒並み好評だった。しかし、ある日の夜、志保はその新曲のメロディを聞いて愕然とした。そのメロディは幼少期の志保が出演していた番組のCMに流れていた曲だったのだ。
キャスト
- 村瀬志保 - 斉藤由貴[2]
- 中居賢治 - 利重剛
- 尾形幹子 - 平栗あつみ
- 三宅佳彦 - 木下政治
- 女 - 笹野鈴々音
- 宮島素子 - イチキ游子
- DJ - 石田佳名子

スタッフ
- 脚本 - 諸橋隼人
- 編成企画 - 渡辺恒也、狩野雄太
- プロデューサー - 植田泰史、水野綾子
- 演出 - 岩田和行

## コールドスリープ
あらすじ
「IT界の風雲児」「未来を創造する男」ともてはやされている会社社長の藤田吾郎の夢は宇宙旅行に行くことであり、今まさにその夢を実現させようとしていた。コールドスリープと呼ばれる生きた人間の身体を低温状態のままで保存できる機械に入れば最大50年間冬眠が可能であり、途中で4回目覚めることができるという。副社長である大岩と息子の恭平が心配する中、余命3ヶ月の宣告を受けていた吾郎は自らの病に関する治療法が見つかることを信じてコールドスリープの中へと入っていく。
キャスト
- 藤田吾郎 - ムロツヨシ[3]
- 藤田恭平 - 落合モトキ（幼少期：長野蒼大）
- 絵里香 - 柳ゆり菜
- 大岩 - 桜井聖
- 木元裕司 - 長谷川公彦
- 木元苑子 - 鈴木たまよ
- 木元の妻 - 吉田雅美
- 研究員 - 越村友一

スタッフ
- 脚本 - 山岡潤平
- 原案 - 大崎翔
- 編成企画 - 渡辺恒也、狩野雄太
- プロデューサー - 植田泰史、水野綾子
- 演出 - 植田泰史

## ソロキャンプ
あらすじ
藤原丈人にとって最高の喜びは大きな仕事を成し遂げた後にひとりでキャンプに出かけること。ひとりでのキャンプは藤原にとっては嫌なことをすべて忘れて、自分自身と向き合える大切な時間であるという。そんなある日の夜、藤原がいつものようにソロキャンプを楽しんでいる時に、どう考えてもキャンプに似つかわしくないスーツ姿の男が姿を現す。男は冴えない笑顔を浮かべて、自分の娘のことを話し始める。そしてその後に「こんな山奥でひとりでのキャンプは怖くないのか」と訊ねてくる。藤原は恐怖など感じることはなく、むしろ喜びすら感じると答えた。すると、それを聞いた男は突然地面に置いてあったナイフを掴むと、そのナイフを藤原に向けてきたのだ。
キャスト
- 藤原丈人 - 板尾創路（130R）[4]
- 中年男 - 日向丈
- 女子高生 - 八角瑛子
- 老女 - 小貫加恵

スタッフ
- 脚本 - 諸橋隼人
- 編成企画 - 渡辺恒也、狩野雄太
- プロデューサー - 植田泰史、水野綾子
- 演出 - 横尾初喜

## 恵美論
あらすじ
吉村恵美はある日の授業中に不意に居眠りをしてしまう。次に目覚めた時には何と恵美の生い立ちや家族構成を教師が生徒に教えている光景が広がっていた。しかも教科書の名前も恵美の名前を模した「恵美論」に変わっており、あまりに突然のことに当の恵美は驚きを隠せない。他の教科書、たとえば「日本史」や「物理」なども「恵美論」が元になっているという構図になっていたのだ。更に授業は恵美の身体や恋愛にも発展していき、恥ずかしさのあまり恵美は精神的に耐えられなくなる。放課後、学校で1番のイケメンである伊澤亮介にぶつかってしまったが、その手に「恵美論」があることに気づいた恵美は「恵美」が好きだという亮介の言葉に舞い上がってしまう。
キャスト
- 吉村恵美 - 白石聖[5]
- 伊澤亮介 - 山下航平
- 教師 - 濱津隆之
- 保田莉花 - 加藤小夏
- 五十嵐 - 遠藤史人

スタッフ
- 脚本 - 向田邦彦
- 原案・脚本協力 - 伊達さん
- 編成企画 - 渡辺恒也、狩野雄太
- プロデューサー - 植田泰史、水野綾子
- 演出 - 山内大典